# Mbini
Mbini är en ort i Ekvatorialguinea.   Den ligger i provinsen Litoral, i den västra delen av landet, 260 km söder om huvudstaden Malabo. Mbini ligger 358 meter över havet och antalet invånare är 4 062.
Terrängen runt Mbini är platt. Havet är nära Mbini västerut. Mbini är den högsta punkten i trakten. Runt Mbini är det ganska glesbefolkat, med 21 invånare per kvadratkilometer. Mbini är det största samhället i trakten. I omgivningarna runt Mbini växer i huvudsak städsegrön lövskog.